# Římskokatolická farnost Rychaltice
Římskokatolická farnost Rychaltice je územní společenství římských katolíků založené roku 1580 s farním kostelem sv. Mikuláše v obci Hukvaldy, místní části Rychaltice. Farnost náleží do děkanátu Místek ostravsko-opavské diecéze. Do farnosti Rychaltice patří místní části obce Hukvaldy - Rychaltice, Dolní Sklenov a Krnalovice. Spadá tam také místní část města Příbora zvaná Hájov s kaplí P. Marie Nanebevzaté.
V roce 1911 byla z farnosti vyčleněna Římskokatolická farnost Hukvaldy.

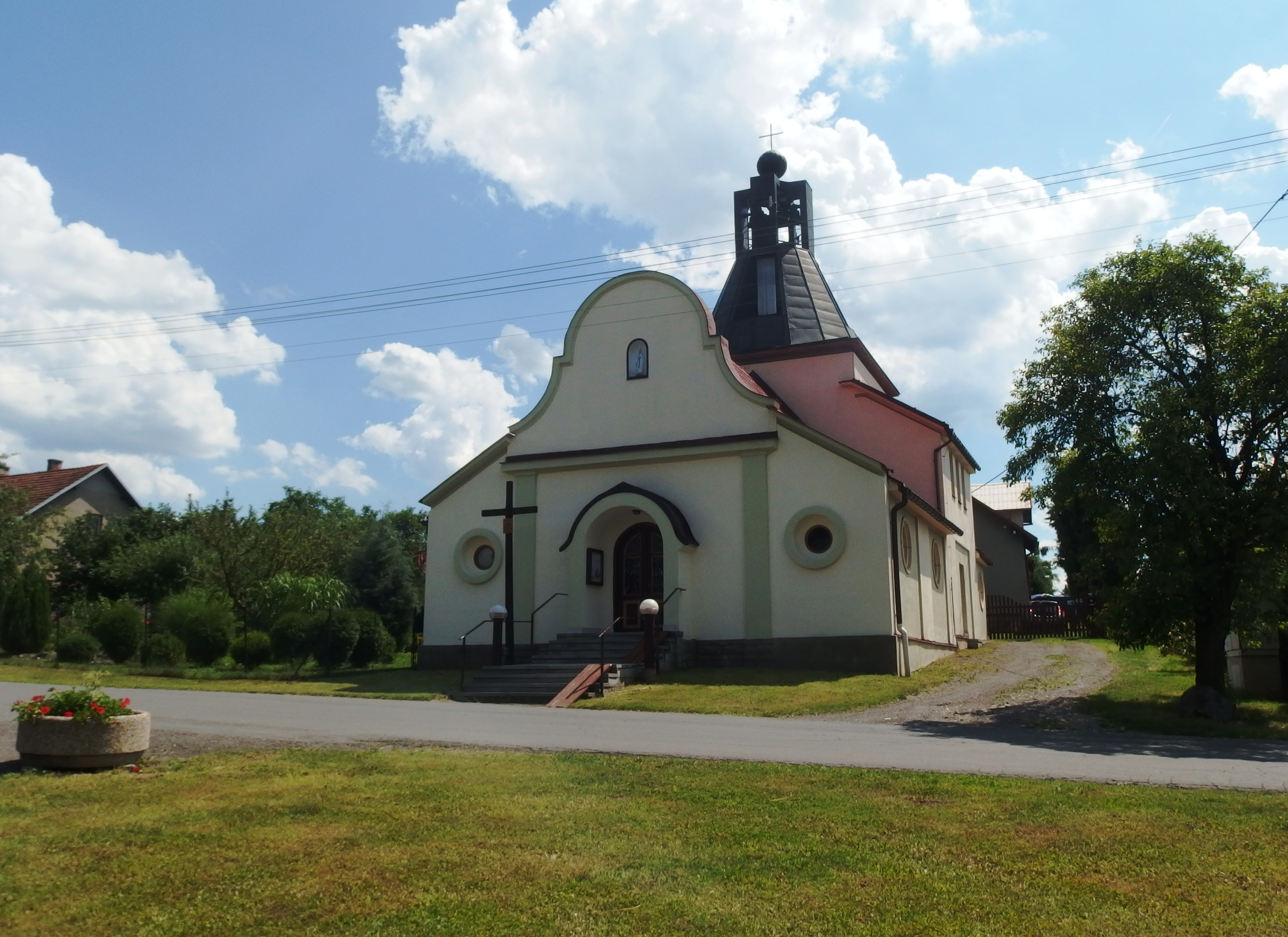
Kaple P. Marie Nanebevzaté v Hájově

## Duchovní správci
- P. Mgr. Milan Šamaj (2000-2003)[2]
- P. Mgr. Janusz Jan Kiwak (2003-2004)[2]
- P. ThLic. Mgr. Dariusz Adam Jędrzejski (2004–2020)[3]
- P. Mgr. Zdenko Vavro (2020-2021)[4][5]
- P. Mgr. David Tyleček (od 2021)[6]

## Bohoslužby
Pořad bohoslužeb je aktuální k 07/2023. Od června 2020 jsou mše svaté vysílány také online.
| Chrám | Místo                                        | Bohoslužba (den)                   | Hodina                     | Poznámka |
| --- | -------------------------------------------- | ---------------------------------- | -------------------------- | -------- |
| Kostel sv. Mikuláše Kaple P. Marie Nanebevzaté Kostel sv. Mikuláše Kaple P. Marie Nanebevzaté Kostel sv. Mikuláše | Rychaltice Hájov Rychaltice Hájov Rychaltice | neděle středa čtvrtek pátek sobota | 7.30 11.00 8.00 18.00 8.00 |          |